# 近藤正純ロバート
近藤 正純 ロバート（こんどう まさずみ - 、1965年3月19日 - ）は、日本の実業家。株式会社レゾナンス代表取締役社長。
弟は、元Twitter日本法人代表の近藤正晃ジェームス。祖父は、株の一目均衡表を考案した新聞記者の細田悟一。妻は、フジテレビアナウンサーの島田彩夏。

## 略歴
慶應義塾大学出身で商社に勤務する父親の仕事の関係でアメリカ合衆国のカリフォルニア州サンフランシスコにて生まれ、ニューヨーク、ロンドン、日本で育つ。両親とも日本人だが、米国で生まれたため両方の国籍を持つ。
慶應義塾中等部、慶應義塾高等学校を経て、1988年に慶應義塾大学経済学部を卒業後、日本興業銀行に入行（三木谷浩史と同期）。1996年、留学先のコーネル大学でMBAを取得。1997年、日本興業銀行を退職。1998年3月、レゾナンス出版を設立。
2009年7月、フジテレビアナウンサーである島田彩夏と結婚。